# Luna E-1 No.3
Luna E-1 No.3 ou Luna 1958C est la troisième tentative d'envoi d'une sonde spatiale en direction de la Lune par l'URSS, pour effectuer un impact lunaire. Celle-ci décolle le 4 décembre 1958 de la Terre mais explose en plein vol. La sonde est le troisième exemplaire identique à celui de la future sonde Luna 1.

## Contexte
Le 4 octobre 1957, l'Union des républiques socialistes soviétiques ouvre l'Exploration spatiale en pleine période de Guerre froide, en mettant en orbite terrestre leur satellite Spoutnik 1. Spoutnik 1 fut la premier objet spatial de conception humaine à aller dans l'espace et met en avant une certaine supériorité scientifique voire militaire soviétique sur les Américains. Avec cet envoi, l'Union soviétique veut faire de nouvelles découvertes et explorer des corps célestes. Leur premier objectif reste tout de même d'envoyer une sonde en direction de la Lune. En effet, ils vont développer quatre sondes identiques pour les envoyer vers la Lune. Leur première tentative est Luna E-1 No.1 mais celle-ci s'écrase à la suite d'un échec de séparation du premier étage de la fusée. Luna E-1 No.2 suit mais se conclut également par un échec de séparation du premier étage du lanceur.

### Objectif de la mission
Le but premier de la mission est d'effectuer le premier survol de la Lune, et de s'y écraser. Par ailleurs, les Soviétiques veulent y arriver en premier surtout pour affirmer leur puissance spatiale par rapport aux américains.

## Déroulement de la mission
La sonde Luna E-1 No.3 décolle de la Terre à bord d'un lanceur de type Luna 8K72 le 4 décembre 1958 du Cosmodrome de Baïkonour en Union des républiques socialistes soviétiques (actuel Kazakhstan). Cependant 245 secondes après son décollage, une pompe à peroxyde d'hydrogène se grippe en raison d'une perte de lubrification, provoquant la panne des moteurs de l'étage central de la fusée.

## Caractéristiques de la sonde
La structure de la sonde, qui pèse 361 km, est constituée d'une sphère hermétique de 1,21 mètre de diamètre en aluminium et magnésium dans laquelle sont enfermés les instruments scientifiques, les batteries électriques qui fournissent l'énergie du bord, un système de télémétrie ainsi que le système de communication avec le sol. La sphère est remplie d'azote qui contribue à maintenir la température à une valeur acceptable pour l'électronique. Luna E-3 No.3 est dépourvue de tout système de propulsion. Les instruments comprennent un détecteur de micrométéorites, un compteur Geiger, un détecteur à scintillation, un magnétomètre mais aucune caméra. Cinq antennes sont situées sur un de ses hémisphères et les capteurs des instruments scientifiques dépassent à la surface de la sphère.